# Сала, Джузеппе
Беппе Сала (итал. Beppe Sala), полное имя Джузеппе Сала (итал. Giuseppe Sala; род. 28 мая 1958, Милан) — итальянский предприниматель и политик, мэр Милана и городской метрополии Милан (с 2016).

## Биография
В 1983 году окончил университет Боккони и сразу начал работать в компании Pirelli, где впоследствии сделал карьеру. В 1994 году стал директором управления и стратегического планирования сектора пневматической продукции, в 1998 стал генеральным директором Pneumatici Pirelli, в 2001 году возглавил промышленные и логистические подразделения. В 2002 году добавил к своим должностям пост финансового директора компании TIM, а с 2003 по 2006 год являлся генеральным директором группы Telecom Italia, в которую входила TIM. В 2007—2008 годах — старший советник Nomura Bank, а также профессор планирования и бюджетирования в университете Боккони. В 2009 году назначен генеральным директором коммуны Милан. С февраля по май 2012 года являлся президентом компании A2A.
6 мая 2013 года премьер-министр Энрико Летта назначил Джузеппе Сала правительственным комиссаром по организации Всемирной выставки в Милане в 2015 году. Также являлся генеральным директором компании Expo 2015, которая занималась организацией выставки (эту должность занимал до декабря 2015 года). 29 октября 2015 года, за несколько дней до окончания Экспо, вошёл в совет директоров банка Cassa Depositi e Prestiti.
В декабре 2015 года принял решение об участии в выборах мэра Милана, и в феврале 2016 года победил с результатом 42 % на левоцентристских праймериз.

### В должности мэра Милана
19 июня 2016 года победил во втором туре выборов мэра Милана кандидата правоцентристской коалиции Стефано Паризи, получив 51,7 % голосов против 48,3 % у соперника.
15 декабря 2016 года объявил прессе, что намерен временно самоотстраниться от должности ввиду решения прокуратуры о включении его в число подозреваемых по делу о злоупотреблениях при подготовке Экспо-2015.
20 декабря 2016 года объявил о возвращении к исполнению обязанностей мэра ввиду своей полной невиновности.
24 июня 2019 года МОК на сессии в Лозанне большинством 47 голосов против 34 принял решение о проведении Зимних Олимпийских игр 2026 года в Милане и Кортина-д’Ампеццо (основными конкурентами итальянцев были шведские города Стокгольм и Оре).
21 октября 2020 года суд первой инстанции признал Сала виновным в даче ложных показаний по вопросам, связанным с организацией тендера на государственные подряды при подготовке Всемирной выставки и приговорил его к шести месяцам тюремного заключения, немедленно заменив их на штраф в размере 45 тыс. евро. 19 января 2021 года апелляционный суд Милана полностью оправдал мэра.
По итогам местных выборов 3-4 октября 2021 года левоцентристский блок во главе с Джузеппе Сала (кроме Демократической партии в него вошли семь мелких объединений) одержал победу уже в первом туре с результатом 57,7 %, который обеспечил ему 31 место в коммунальном совете. Правоцентристы во главе с Лукой Бернардо в составе Лиги — Сальвини премьер, Братьев Италии, Вперёд, Италия и трёх мелких списков набрали 32 % (16 мест), больше в совет не прошёл никто.
В 2022 был внесён кандидатом в списки голосования за президента Итальянской республики.
17 июля 2025 года стало известно о новом расследовании против Джузеппе Сала, теперь по обвинению в нарушениях, допущенных при осуществлении градостроительных проектов.

## Личная жизнь
У Джузеппе Сала нет ни братьев и сестёр, ни собственных детей. Трижды женился, только один раз венчался в церкви.